# SOMUA JL 19
Le SOMUA JL 19 est un camion à cabine avancée fabriqué par SOMUA, présenté en octobre 1955. Dès 1956, il est rebadgé SAVIEM JL 19 et sera remplacé en 1958 par le Saviem JL 20, son descendant direct qui en reprend toute la partie mécanique.

## Histoire
La Société d'Outillage Mécanique et d'Usinage d'Artillerie - SOMUA, a été, jusqu'en 1955, une des nombreuses composantes de la constellation Schneider. Petit constructeur de poids lourds par la quantité produite, pas plus de 300 exemplaires par an, mais grand nom du transport lourd, les productions SOMUA vont des engins militaires (chars S35) aux matériels ferroviaires en passant par les machines à imprimer et les véhicules industriels lourds, camions et autobus .
Après 1945, la division poids lourds n'a produit que deux modèles : le camion JL dans une multitude de variantes au fil des millésimes, allant du JL 12 au JL 19 et un camion de chantier, le MTP. Chaque modèle est décliné en châssis porteur 4x2 et 6x2 et en tracteur de semi-remorques, avec plusieurs longueurs d'empattement. 
Coté moteur, la solution est simplifiée au maximum, jusqu'au lancement du JL 15, en 1946, un seul moteur diesel, un 6 cylindres construit sous licence Hesselman mais depuis, SOMUA utilise le moteur Panhard D610, construit sous licence de l'américain Lanova. Avec l'apparition du JL 17.150, le moteur est renommé D615 avec une augmentation de l'alésage de 110 à 115 mm, pour obtenir une cylindrée e 9.348 cm3 et une puissance de 150 ch SAE. Le JL 19 va hériter de ce moteur bien qu'en 1956, une variante équipée d'un turbocompresseur Eberspächer soit proposée avec un gain de 30 ch. Ce moteur pèchera très vite par des casses multiples.

## Le SOMUA-Saviem JL 19
Le camion SOMUA JL 19 a été présenté au Salon de l'automobile de Paris en octobre 1955. Prenant la succession du JL 17.150, lancé à l'automne 1951 avec le moteur D615, qui a connu un beau succès commercial, étant devenu un camion très apprécié des artisans routiers, malgré sa cabine avancée, encore très peu prisée en France, et surtout son prix très élevé.
À peine né, le SOMUA JL 19 est renommé Saviem JL 19 car le 23 décembre 1955, SOMUA est passé sous la bannière Renault qui, fusionnant immédiatement sa division poids lourds avec Latil et SOMUA, crée la nouvelle marque Saviem LRS. Saviem va disposer d'une gamme à peu près complète avec tous les modèles réunis.
Si le surnom des camions Willème était "nez de requin", celui de SOMUA était "face de mérou" à cause de sa très large calandre qui a été encore agrandie pour bien le distinguer du JL 17.
Pour essayer de contrer Berliet et Unic, qui proposaient, en option, un moteur avec un turbocompresseur Eberspächer faisant augmenter la puissance de 20%, SOMUA veut faire de même et propose une variante du D615 avec un gain de 30 ch. L'ajout d'un turbocompresseur est le meilleur moyen de tester la qualité des moteurs. Le turbocompresseur amplifie immédiatement les points faibles du moteur et entraîne sa rupture. Le D615 turbo fera partie des moteurs très fragilisés par le turbocompresseur.
Dans la gamme Saviem, le JL 19 représente le haut de gamme. Il est proposé en plusieurs versions :
- porteur 4x2 court JL 19NC, normal JL 19NA, long JL 19LA ou extra long JL 19LB,
- porteur long et surbaissé JL 19LOCA,
- porteur 6x2 JL 19VA,
- tracteur de semi-remorques JL 19CT.

### Production du JL 19
| Année | Quantité |
| ----- | -------- |
| 1955  | 85       |
| 1956  | 380      |
| 1957  | 331      |
| 1958  | 432      |
| 1959  | 29       |
| Total | 1.257    |

## Les Saviem JL 20, 21, 23, 25 et 29
La production du Saviem JL 19 est arrêtée en 1959 alors que le JL 20, son remplaçant, est déjà sur le marché depuis l'automne 1958. Le nouveau JL 20 que Saviem a voulu faire passer pour un nouveau modèle ne fera pas illusion très longtemps. En fait seule la face avant a été retouchée esthétiquement. Pour le service commercial de Saviem, il fallait uniformiser les cabines pour créer un effet de gamme avec les autres JL 21, 23 et 25. Ces camions, avec les versions Latil survivantes vont assurer l'intérim avant le lancement des Saviem S en 1963.
Pour le moteur, Saviem avait espéré pousser le D615 jusqu'à 200 ch, alors que les constructeurs étrangers équipaient depuis longtemps leurs gros porteurs de moteurs avec 200 ch et plus. Ce fut impossible et Saviem dû se résoudre à monter des moteurs étrangers. En fait les constructeurs français accumulaient un gros retard côté motorisation et peinaient à atteindre le seuil des 200 ch que leurs concurrents allemands et italiens avaient déjà dépassé.
En 1961, Saviem se résout à prendre contact avec Henschel pour la fourniture de moteurs capables de soutenir la comparaison avec la concurrence européenne. Saviem monte le moteur Henschel de 204 ch sur le JL 20.200 de 1962 à 1964. Le motoriste allemand se retrouve dans une passe difficile avec de graves problèmes financiers. L'accord avec Saviem tourne court car Henschel est racheté par Mercedes.
Saviem doit alors rechercher un nouveau partenaire. Ce sera MAN - Machinenfabrik Augsburg Nürnberg, motoriste réputé et constructeur de poids-lourds très peu présent en France qui voit, avec un accord de fourniture avec Saviem, un terrain d'expansion potentiel.
Le premier contrat stipule que MAN fournira des moteurs pour la gamme Saviem JL qui sera rebaptisée, pour l'occasion, "JM", ce qui permettra à Saviem de proposer une gamme de camion avec une puissance adaptée aux exigences des transporteurs.
En 1964, Saviem lance le porteur de 17,5 t de PTAC JL29A qui conserve le moteur diesel six cylindres Fulgur (type F646) de 6,84 L et de 150 ch à 2 500 tr/min, avec une boîte à six vitesses et des freins à air comprimé. Le système de blocage du différentiel est en option. En parallèle, Saviem lance la gamme JM.170, 200 et 240.